# 猛鬼1000
《猛鬼1000》（英語：House of 1000 Corpses）是一部2003年美國剝削恐怖片，由羅伯·殭屍執導、編劇並與史考特·韓佛瑞共同為電影配樂作曲，這同時也是殭屍的導演出道作。故事描述由席德·海格、比爾·莫斯利、雪莉·穆恩及凱倫·布萊克主演的法爾弗利家族企圖在萬聖節前夕折磨並殘害一群在全美進行旅行的青少年男女。該片引用了許多元素且具有超自然要素，殭屍在片中還致敬了《德州電鋸殺人狂》（1974年）與《隔山有眼》（1977年），以及1970年上映的其他電影。
該片最初於2000年起拍攝，由環球影業買下其版權，因此當中很大一部份的場景是在好萊塢環球影城攝製。《猛鬼1000》的預算為700萬美元，且其特色為許多的血腥鏡頭，以及含有自慰和戀屍等爭議性的畫面。因擔心該片被評為NC-17，所以便在上映前就被發行商擱置。這讓導演殭屍後來設法重新買回了版權，最後賣給了獅門影視公司。《猛鬼1000》在拍攝結束近三年後於2003年4月11日在北美院線上映。該片為演員丹尼斯·芬普爾在2002年8月去世前參演的最後一部電影。
在影評界中，《猛鬼1000》在上映後獲得了普遍負面的評價，其各方面及幾名主演都受到了批評。該片在北美上映首週便賺進了超過300萬美元的票房，最後在全球總計超過1600萬美元。雖然《猛鬼1000》最初備受批評，但在數年後則獲得了邪典追捧的地位。後來，殭屍又執導了續集《獵殺猛鬼公路》，於2005年上映，並也在好萊塢環球影城中設置了以該片為主題的季節性鬼屋。

## 劇情
1977年10月30日，兩名業餘搶匪基爾·凱爾及李察·維克企圖搶劫一間加油站，但反被其古怪的主人史伯汀隊長和他的助手拉維利殺死。後來，傑利·古德史密斯、丹妮絲·威利、瑪莉·諾爾斯與比爾·哈德利一行人正在前往此處的路上，他們因希望能寫一本關於另類路邊景點的書而踏上旅程。當四人見到史伯汀隊長時發現對方也經營著「怪物與狂人博物館」（The Museum of Monsters & Madmen），並在經過介紹下得知了當地傳奇人物「撒旦博士」的存在。當他們前往尋找撒旦博士被吊死的樹時，卻遇上了一位名為寶貝的年輕搭便車女子，對方聲稱自己的家就住在附近不遠處。不久後，他們的車因陷阱而爆胎，寶貝則先將比爾帶進了她的家中。一段時間後，寶貝同父異母的哥哥魯弗斯將車內的三人接到家中，並用拖車帶走他們的車，以協助換胎。
在房子中，傑利一行人遇見了寶貝的家人，依序為法爾弗利老媽、養子奧提斯·德瑞夫沃德、雨果爺爺和寶貝同父異母且異常高大的兄弟提尼。在享用晚餐時，法爾弗利老媽解釋，她的前夫「教授」先前曾用火燒傷了提尼並打算燒了房子，後為了精神療養而離開法爾弗利家。晚餐後，全家人為傑利一行人舉辦萬聖節表演，但因寶貝與比爾調情而冒犯了瑪莉；在瑪莉威脅寶貝後，魯弗斯告訴他們其車子已換好了輪胎。當他們離開時，偽裝成稻草人的奧提斯和提尼突然襲擊了他們的車子並將他們俘虜。隔日，奧提斯殺死了比爾，並將他殘缺的身軀作為裝置藝術。瑪莉被綁在一個穀倉中，丹妮絲被綁在床上，而傑利則因答錯寶貝最喜歡的電影明星而遭對方剝了部份的頭皮。
當丹妮絲沒有按時回家時，她的父親唐向警方通報失蹤。史提夫·奈許警員與喬治·懷德爾從史伯汀隊長那得知了丹妮絲一行人前往的方向。之後，法蘭克·休斯頓警長和奈許、懷德爾發現丹妮絲車輛的後車廂中有一具殘缺的啦啦隊女屍。曾是警察的唐跟著奈許與懷德爾共同行動，並到達了法爾弗利家族的房子。懷德爾在向法爾弗利老媽詢問關於失蹤青少年男女的事情時遭到對方用槍朝頭部射殺，而唐和奈許則在穀倉發現其他失蹤的啦啦隊成員時分別被奧提斯槍殺。當天晚上，傑利、丹妮絲和瑪莉被換上兔子裝，然後被帶到一處廢棄的古井中。瑪莉試圖逃跑，但被寶貝追上並用刀刺殺。
與此同時，傑利與丹妮絲被放入井中，讓一群撒旦博士失敗的實驗體將傑利帶走。而獨留的丹妮絲則發現了通往地下巢穴的路。當她在地道中摸索後，她抵達了撒旦博士及幾名精神病患者待的房間，並因看見傑利被撒旦博士放在手術台上進行活體解剖而大聲尖叫；撒旦博士叫出了他的助手兼法爾弗利老媽的前夫「教授」厄爾·法爾弗利抓住丹妮絲，但在經過追逐後，教授因自身的攻擊而讓地道的上方崩塌，使自己反被壓死。隔日，丹妮絲順著上方爬到地面上。她走向主要道路並搭上了史伯汀隊長的車。當她因疲憊而閉眼休息時，奧提斯卻突然從後座現身並用刀襲擊她。丹妮絲醒來後發現自己被綁在撒旦博士的手術台上，並驚恐地尖叫著。

## 演員
- 席德·海格飾演史伯汀隊長（英语：Captain Spaulding (Rob Zombie character)）
- 比爾·莫斯利飾演奧提斯·德瑞夫沃德（Otis Driftwood）
- 雪莉·穆恩（英语：Sheri Moon Zombie）飾演寶貝（Baby）
- 凱倫·布萊克飾演法爾弗利老媽（Mother Firefly）
- 克里斯·哈德維克飾演傑利·古德史密斯（Jerry Goldsmith）
- 艾琳·丹尼爾斯（英语：Erin Daniels）飾演丹妮絲·威利（Denise Willis）
- 珍妮佛·喬斯汀（英语：Jennifer Jostyn）飾演瑪莉·諾爾斯（Mary Knowles）
- 雷恩·威爾森飾演比爾·哈德利（Bill Hudley）
- 華頓·哥金斯飾演史提夫·奈許（Steve Naish）
- 湯姆·托爾斯（英语：Tom Towles）飾演喬治·懷德爾副官（Deputy George Wydell）
- 馬修·麥戈里飾演提尼（Tiny）
- 羅伯特·穆克斯（英语：Robert Mukes）飾演魯弗斯（Rufus）
- 丹尼斯·芬普爾（英语：Dennis Fimple）飾演雨果爺爺（Grandpa Hugo）
- 哈里遜·楊（英语：Harrison Young）飾演唐·威利（Don Willis）
- 威廉·巴賽特（英语：William Bassett (actor)）飾演法蘭克·休斯頓警長（Sheriff Frank Huston）
- 艾爾文·凱耶斯（英语：Irwin Keyes）飾演拉維利（Ravelli）
- 麥可·J·波拉德（英语：Michael J. Pollard）飾演史塔基（Stucky）

此外，查德·班農和大衛·雷諾斯（David Reynolds）在片中分別飾演業餘搶匪基爾·凱爾（Killer Karl）及李察·維克（Richard Wick）。華特·菲蘭（Walter Phelan）飾演短暫現身的撒旦博士（Dr. Satan）一角，而傑克·麥金農則飾演撒旦博士的助手厄爾·法爾弗利／教授（Earl Firefly／The Professor）。

## 備註
1. ↑  在雪莉·穆恩於2002年起與羅伯·殭屍結婚後冠夫姓，而改名為「雪莉·穆恩·殭屍」。

## 外部連結
- 互联网电影数据库（IMDb）上《猛鬼1000》的资料（英文）
- Box Office Mojo上《猛鬼1000》的資料（英文）
- 爛番茄上《猛鬼1000》的資料（英文）
- Metacritic上《猛鬼1000》的資料（英文）